# Pronia
Pronia (biał. Проня) – rzeka w obwodzie mohylewskim Białorusi, prawy dopływ Soży.
Długość 172 km, obszar zlewni 4910 km², przepływ wody przy ujściu 30 m³/s.